# Nemoura chugi
Nemoura chugi är en bäcksländeart som beskrevs av Aubert 1967. Nemoura chugi ingår i släktet Nemoura och familjen kryssbäcksländor. Inga underarter finns listade i Catalogue of Life.